# Kwai Shek
Kwai Shek (kinesiska: 拐石) är en udde i Hongkong (Kina). Den ligger i den nordvästra delen av Hongkong. Kwai Shek ligger på ön Tai Yue Shan.
Terrängen inåt land är huvudsakligen kuperad, men västerut är den platt. Havet är nära Kwai Shek söderut.  Centrala Hongkong ligger 13,4 km sydost om Kwai Shek. 